# Shugo Nishikawa
Shugo Nishikawa (født 27. maj 1977) er en tidligere japansk fodboldspiller.
Han har spillet for flere forskellige klubber i sin karriere, herunder Mito HollyHock.